# شیمه فانتلا
شیمه فانتلا (انگلیسی: Šime Fantela؛ زادهٔ ۱۹ ژانویهٔ ۱۹۸۶) قایقران قایق بادبانی اهل کرواسی است.